# David Pocock

a Compétitions nationales et continentales officielles uniquement.

b Matchs officiels uniquement.
Dernière mise à jour le 19 mars 2025.
David Pocock, né le 23 avril 1988 à Gweru (Zimbabwe), est un joueur international australien de rugby à XV évoluant principalement au poste de troisième ligne aile.
Avec les Wallabies, il remporte le Rugby Championship 2015 puis s'incline en finale de la Coupe du monde 2015.
Après sa retraite, Pocock a milité pour la défense de l'environnement et pour plus de justice sociale. Lors des élections fédérales australiennes de 2022, Pocock s'est présenté comme candidat indépendant pour l'un des deux sièges de sénateur du Territoire de la capitale australienne. Il a battu le sénateur libéral sortant Zed Seselja, et s'est de nouveau représenté avec succès aux élections de 2025.

## Carrière

### En club et province
Pocock joue avec l'équipe de Perth Spirit lors de l'unique saison 2007-2008 de l'Australian Rugby Championship. Il joue avec le club local de University of Western Australia RUFC géré par la RugbyWA.
Il dispute le Super 14/Rugby avec la Western Force : 1 match en 2006, 12 matchs en 2007, 12 matchs en 2008, 13 matchs en 2009, 8 matchs en 2010 et 9 matchs en 2011.
Après une année quasi-sabbatique et une blessure au genou, David Pocock devait retrouver la compétition à la fin du mois de mars 2018.

### En équipe nationale
Il a joué avec l'équipe scolaire d'Australie en 2005 et avec l'équipe d'Australie des moins de 19 ans en 2006. Avec l'équipe d'Australie A (en), il a disputé la Pacific Nations Cup en 2007. Il est capitaine de l'équipe des moins de 20 ans lors du Championnat du monde junior 2008.
Pocock a joué son premier test avec les Wallabies le 1er novembre 2008 contre la Nouvelle-Zélande à Hong Kong.
Il dispute le Tri-nations en 2009, mais sans être titulaire. Il participe à la coupe du monde 2011 et est élu homme du match du quart de finale contre l'Afrique du Sud. Joueur de gabarit modeste en comparaison de ses pairs, il se distingue par son grand abattage et son nombre de plaquages (26 lors de ce match de coupe du monde). Joueur puissant du haut du corps, avec un centre de gravité bas, il est considéré comme un des meilleurs « plaqueur/gratteur » du monde avec, entre autres, Richie McCaw.
Sélectionné lors de la Coupe du monde 2015, il s'illustre dans le tournoi en inscrivant notamment un essai lors de la finale perdue face à la Nouvelle-Zélande. 
David Pocock annonce en septembre 2019 qu'il met fin à sa carrière internationale après la Coupe du Monde 2019.

### Style de jeu
David Pocock est souvent considéré comme un des meilleurs joueurs du monde à son poste. Excellent plaqueur, c'est aussi un formidable gratteur, dans la lignée d'un George Smith des grandes heures, d'un Steffon Armitage, ou d'un Michael Hooper. Du fait de sa musculature impressionnante et de son centre de gravité bas, il excelle dans la récupération de balle dans les rucks, et du coup dans le ralentissement du jeu adverse, lorsqu'il ne peut prendre possession du ballon sur turnover. Il est considéré comme un des hommes forts du squad australien. Il est en outre réputé pour son activité, son habileté balle en main et surtout pour sa grande puissance du haut du corps. Sa petite taille en fait, en revanche, un joueur de touche pas très efficace.

## Palmarès
Au terme de sa carrière, David Pocock compte 83 sélections avec les Wallabies, depuis le 1er novembre 2008 à Hong Kong face à la Nouvelle-Zélande. Il inscrit neuf essais, pour un total de 45 points. Son dernier match a lieu dans le cadre de la coupe du monde, face à l'Angleterre. Lors de 83 capes, il obtient 47 victoires,	concède 35 défaites et 1 nul.
Parmi ces sélections, il compte 29 sélections en Tri-nations (qui devient ensuite le Rugby Championship), inscrivant un essai.
Il compte également trois participations à la coupe du monde pour un total de 15 rencontres, dont 14 en tant que titulaire. En 2011, il dispute cinq rencontres et inscrit deux essais, et finit troisième de la compétition. En 2015, il devient vice-champion du monde, perdant en finale contre la Nouvelle-Zélande. Il inscrit trois essais lors de cette édition, dont un lors de la finale. En 2019, il dispute cinq rencontres, l'Australie s'inclinant en quart de finale face à l'Angleterre.

## Engagements

### Pour l'environnement
En 2009, il fonde Eightytwenty Vision, une association non lucrative avec son ami Luke O’Keefe, pour apprendre aux gens de la province de Nkayi, au Zimbabwe, à subvenir à leurs besoins. Il participe à l'installation de points d'eau et de jardins publics.
En Australie il veut combattre le changement climatique. En 2014, David Pocock fait partie de neuf personnes arrêtées à la mine de charbon Whitehaven à Maules Creek, mine du nord de la Nouvelle-Galles du Sud, après s'être attaché pendant dix heures à une pelle mécanique en réponse à la déclaration du Premier Ministre Tony Abbott qui déclare : « Le charbon est bon pour l'humanité ». Il signe avec 60 autres personnes australiennes une lettre ouverte exhortant les leaders mondiaux à placer « le problème de l'exploitation du charbon » en tête de liste des priorités lors de la Conférence de Paris de 2015 sur le climat (COP21) Il y considère aussi les risques de la montées des eaux pour les îles du Pacifique.

### Contre l'homophobie
Il milite activement contre l'homophobie dans le sport professionnel, à la fois sur et hors du terrain.
David Pocock s'est aussi battu pour que soit autorisé le mariage homosexuel en Australie. Il a été un défenseur du bien public dans la campagne pour l'égalité de mariage et la légalisation du mariage gay. Bien que lui et sa partenaire Emma Palandri aient organisé une cérémonie de mariage en 2010, ils ont refusé de signer les documents juridiques contraignants leur mariage dans la loi jusqu'à ce que leurs amis gays soient capables de faire la même chose.